# Marthe Daudet
Pour les articles homonymes, voir Daudet.
Marthe Daudet, surnommée « Pampille », née Marthe Allard le 9 mai 1878 et morte le 26 avril 1960 à Paris, est l'épouse de Léon Daudet et une militante royaliste de l'Action française. Elle est connue pour ses articles mondains et culinaires. 

## Engagement royaliste
Marthe Allard épouse son cousin germain Léon Daudet le 3 août 1903 et participe à sa conversion au royalisme en 1904,. Avec la marquise de Mac Mahon, Marthe Daudet est une des rares femmes à bénéficier d'une grande visibilité au sein de l'Action française.
Pampille est également fortunée puisqu'elle hérite en 1908 de 100 000 francs de la part de la comtesse de Loynes. Une somme qu'elle met au service du journal L'Action française.
Le soir du 6 février 1934, Charles Maurras est affairé à préparer la une du journal L'Action française et à composer un poème provençal pour Pampille.

## Chauvinisme culinaire
Marthe Daudet se fait le chantre d'un « conservatisme identitaire passe-partout » qui se manifeste par l'exaltation des traditions culinaires, le rejet des nouveautés et l'éloge de la cuisinière. Pampille a d'ailleurs très peu d'estime pour le féminisme comme le démontre un article dans L'Action française du 1er mars 1918 où elle fustige les « amazones du féminisme » et compare les féministes à des « guêpes souhaitant empêcher les abeilles de faire leur miel »,.
À travers son ouvrage culinaire Les Bons Plats de France publié en 1913, Pampille incarne « le parfum d'une France disparue, celle de la Belle Époque et de son imaginaire culinaire » et le modèle de la maîtresse de maison. Dans son livre, elle dédie une recette à son mari : Les crêpes de Léon Daudet. Le livre a depuis fait l'objet de plusieurs traductions et rééditions dont la dernière remonte à 2008.
Marthe Daudet est aussi une cuisinière d'exception d'après les témoignages rapportés.

« Marthe soutient joliment une réputation de cordon bleu et d'inventeur ès gastronomie saluée par trois fois dans la Recherche du temps perdu. »

En effet, Marcel Proust fait l'éloge de ses talents culinaires dans À la recherche du temps perdu.

« Je dirai plus, dans l’intérêt même de sa réputation il est mort au bon moment, à point, comme les demoiselles de Caen, grillées selon les recettes incomparables de Pampille, vont l’être, j’espère (à moins que vous ne vous éternisiez par vos jérémiades dans cette kasbah ouverte à tous les vents). »

— Marcel Proust, À la recherche du temps perdu
En 1927, le Carnet du Gourmet relaie plusieurs recettes de Pampille dont les aubergines à la Provençale, les sardines fraîches et les pommes de terre dauphinoises.
En 1934, pour le premier numéro du périodique Plaisir de France, la rédaction fait appel à Pampille qui répond favorablement en écrivant un article sur les Bonnes traditions de la cuisine française et un deuxième sur Le déjeuner de chasse. La même année, l'Action française instaure une « fête de la saine gourmandise » dont Pampille a la responsabilité.
En 1935, Pampille organise le « foyer du duc de Guise », un restaurant universitaire royaliste destiné à assurer aux étudiants des repas à coûts modestes.

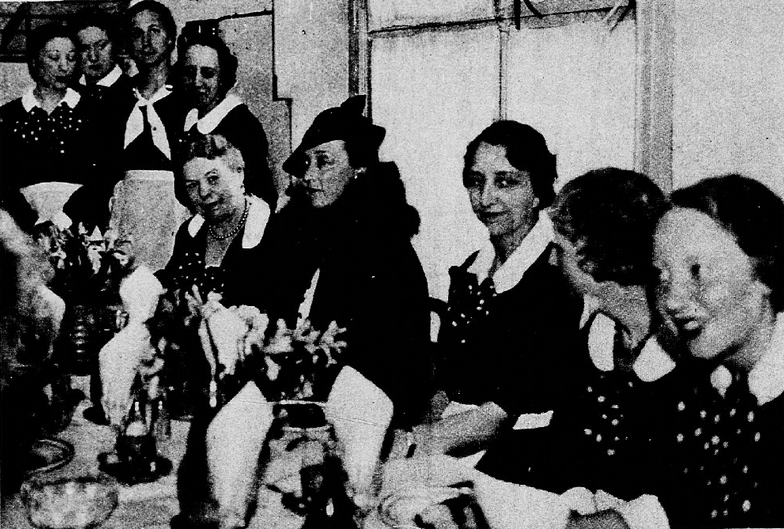
La duchesse de Guise au foyer du duc de Guise le 26 mai 1935.

## Œuvres
- Marthe Daudet, Bons plats de France, Paris, Fayard, 1913
- Marthe Daudet et Madame de Bussac, Contes des deux mères, Nouvelle Librairie nationale, 1914
- Marthe Daudet, La Vie et la mort de Philippe, Fayard, 1926
- Marthe Daudet, Comment élever nos filles, Fayard, 1934
- Marthe Daudet, Comment devenir une bonne maîtresse de maison, Fayard, 1951